# José Luis Sérsic

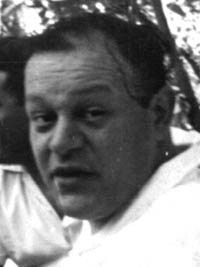
José Sérsic

José Luis Sérsic (* 6. Mai 1933 in Bella Vista (Corrientes); † 19. Juli 1993 in Villa Carlos Paz) war ein argentinischer Astronom, welcher sich mit der Morphologie von Galaxien beschäftigte. Bekannt ist er für das Erstellen des ersten Galaxienatlas des Südhimmels, des Atlas de Galaxias Australes, und das sogenannte Sérsic-Profil, welches die Helligkeitsverteilung von Galaxien beschreibt.

## Leben
1951 begann Sérsic sein Studium an der Universität von La Plata, welches er 1956 mit der Arbeit Die Anwendung von kanonischen Transformationen auf die Himmelsmechanik abschloss. Ab 1957 hatte er eine Anstellung am Astronomischen Institut von Córdoba, welches er von 1982 bis 1983 leitete. Später forschte er auch am Cerro Tololo in Chile und am Max-Planck Institut in Heidelberg. Im Jahr 1986 veröffentlichte er den ersten Galaxienatlas der südlichen Hemisphäre, der auf seinen Beobachtungen im Observatorium von Córdoba beruht.
Er war ordentliches Mitglied der Nationalen Akademie der Wissenschaften in Córdoba und korrespondierendes Mitglied der Nationalen Akademie der exakten, physikalischen und natürlichen Wissenschaften in Buenos Aires.
Zeitlebens war Sérsic mit seinem französischen Kollegen Gérard de Vaucouleurs befreundet, mit dem er sich viel über seine Arbeit austauschte.
Der Asteroid (2691) Sérsic wurde ihm zu Ehren benannt.

## Sérsic-Profil
Das von Sérsic aufgestellte Helligkeitsprofil von Galaxien ist
{\displaystyle I(R)=I_{e}10^{-b_{n}\left((R/R_{e})^{1/n}-1\right)}},
wobei {\displaystyle I_{e}} die Helligkeit bei {\displaystyle R_{e}}, dem Halblichtradius, beschreibt. Die Konstante {\displaystyle b_{n}} lässt sich zu
{\displaystyle b_{n}\approx 0{,}868n-1{,}42}
bestimmen. {\displaystyle n} ist der sogenannte Sérsic-Index, welcher für verschiedene Galaxientypen variieren kann. Für {\displaystyle n=4} entspricht das Sérsic-Profil dem Vaucouleur-Profil, welches elliptische Galaxien gut modelliert.
Die Formel traf bei ihrer Veröffentlichung auf wenig Beachtung, spielt heute jedoch eine bedeutende Rolle bei der Klassifikation und Beschreibung von Galaxien.